# Peppar (vanlig)
Peppar (Piper nigrum), är en tropisk klängväxt som tillhör familjen pepparväxter (Piperaceae). Dess frukter används för att framställa kryddorna svartpeppar, vitpeppar, grönpeppar och rödpeppar. Peppar växer naturligt i södra Indien. Bäret är en liten stenfrukt med en diameter på fem millimeter, fullt utvecklad är den mörkröd och innehåller ett frö. Pepparns kryddighet kommer av fruktens innehåll av det kemiska ämnet piperin.

## Historia
Peppar har odlats bland annat på Malabarkusten och i Kerala i Indien under många tusen år och på 300-talet f.Kr. på Alexander den stores tid hittade pepparn till Europa där den snabbt blev populär. Pepparn introducerades på Java av indiska emigranter på 100-talet f.Kr. Araberna övertog handeln och bildade ett handelsmonopol som hemlighöll pepparns ursprung. Kryddan skeppades från Indien och fördes med karavan över den Arabiska halvön. Under tidig medeltid fick Venedig ensamrätt att handla med araberna och det redan höga priset på peppar steg ytterligare. Uttryck  som ”pepprade priser” och en stenrik ”pepparsäck” uppkom under den tiden och används fortfarande. I och med att portugisen Vasco da Gama hittade sjövägen till Indien övertog Portugal handeln med peppar och övriga kryddor från Asien. Holländarna och därefter England tog i tur och ordning över handeln.
På grund av det höga priset på peppar användes andra kryddor som ersättning: paradiskorn, myrten, etiopisk peppar och munkpeppar. Målet med många upptäcktsresor var att hitta peppar och när man hittade en krydda som liknade peppar (kryddpeppar) eller smakade starkt (chilipeppar och sichuanpeppar), så kallade man kryddan peppar. Export av paradiskorn förekom till exempel från Pepparkusten i Västafrika. 
På sanskrit heter den närbesläktade kryddan långpeppar pippali. Långpeppar var under antiken och tidig medeltid en minst lika viktig krydda som vanlig peppar i Europa. Greker och romare trodde att både långpeppar, vitpeppar och svartpeppar kom från samma växt och därför blev ordet pippali ursprunget för de europeiska namnen på vanlig peppar. Vanlig peppar heter däremot marica på sanskrit.

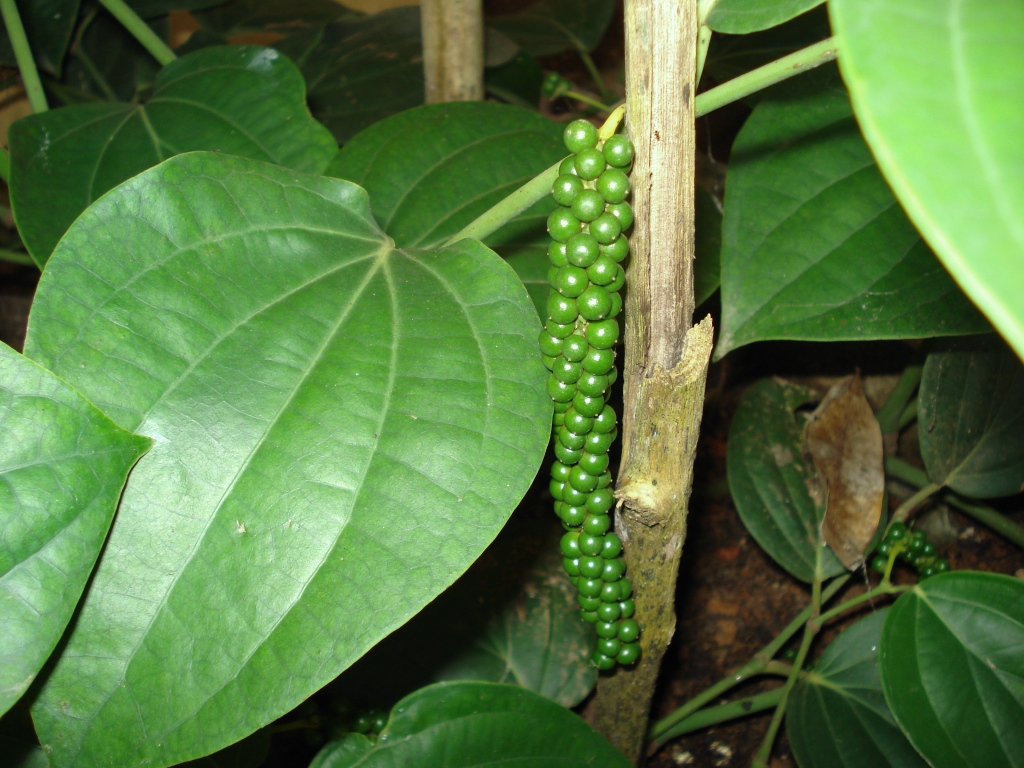
Pepparbuske
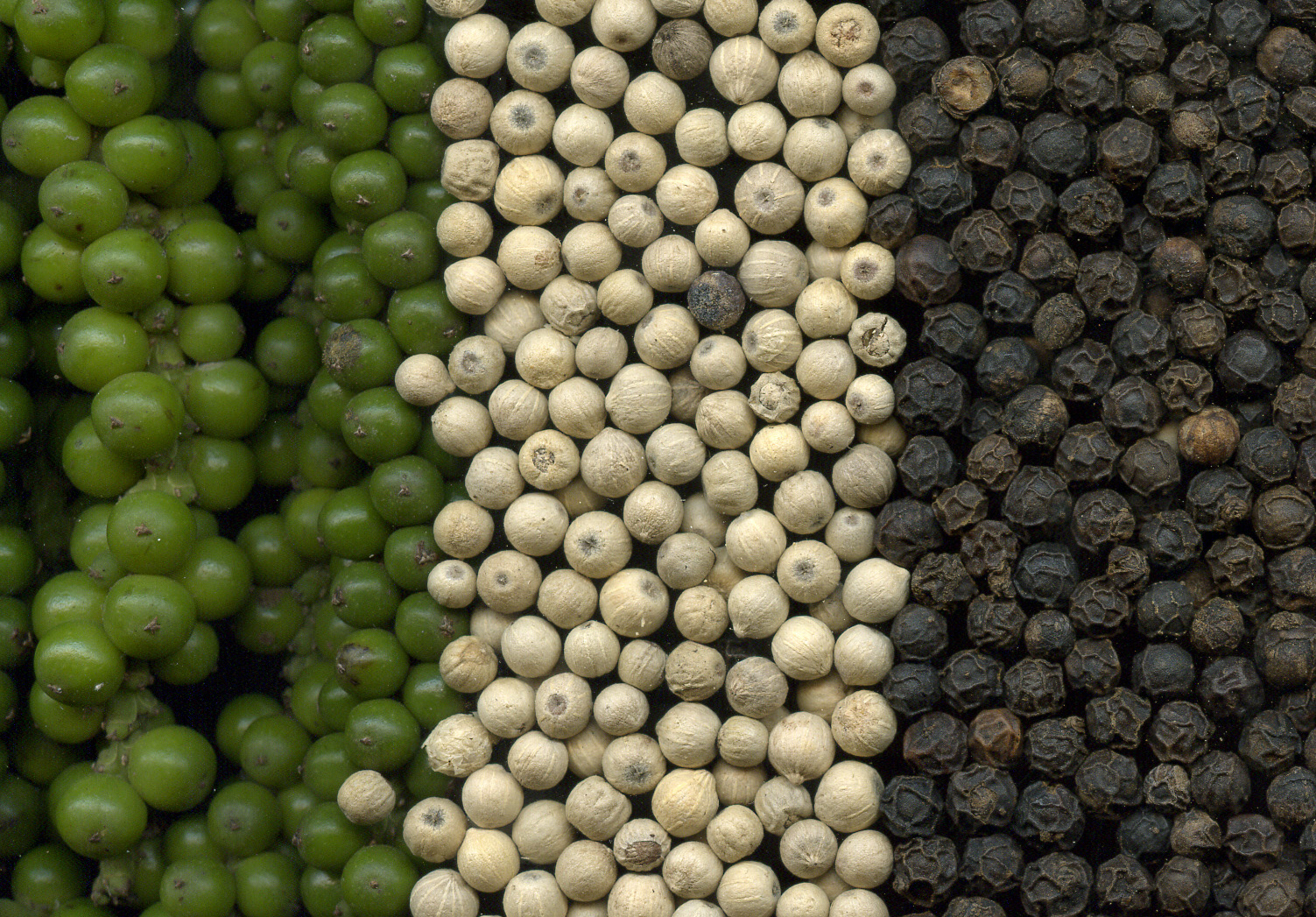
Grön-, vit- och svartpeppar

## Svartpeppar
Svartpeppar framställs av de halvmogna gröna bären som samlas ihop i högar och läggs ut i solen för att jäsa och torka.  Svartpeppar räknas som "kungen av kryddor" [källa behövs], framför allt den som odlas i Tellicherry i Kerala i Indien. Svartpeppar är den mest använda kryddan i världen. Svartpeppar tål lång koktid och ingår i många kryddblandningar. Svartpeppar är mindre stark och mer aromatisk än vitpeppar.
Svartpeppar odlas och framställs bland annat i Kerala i Indien, Sri Lanka, Indonesien, Malaysia, Vietnam och Brasilien.

## Grönpeppar
Grönpeppar framställs av de omogna gröna bären (cirka sex månader efter blomning) och finns i tre former: inlagd i saltlag eller vinäger, lufttorkad och frystorkad. Inlagd grönpeppar används ofta i Europa medan färsk grönpeppar ofta används i Sydostasien bland annat i currypasta. Smaken är syrlig och frisk.
Grönpeppar odlas och framställs  i Indien, Malaysia, Madagaskar och Brasilien.

## Rödpeppar
Rödpeppar består av färska eller inlagda mogna bär. Rödpeppar används sällan och de röda pepparkornen i pepparblandningar är normalt rosépeppar som inte är släkt med vanlig peppar.

## Vitpeppar
Vitpeppar framställs av de rödgula, helt mogna, bären som befrias från fruktköttet (med hjälp av rinnande vatten), skalas och torkas. Indonesien står för den största produktionen av vitpeppar och den som kommer från ön Bangka anses vara den finaste. Vitpeppar används bland annat i vita såser som bechamelsås. Vitpeppar är starkare men mindre aromatisk  än svartpeppar.
Vitpeppar innehåller ett ämne, skatol, som beroende på koncentration som resultat av tillverkningsprocessen kan uppfattas som illaluktande. För en del påminner lukten om gödsel men för andra känns den knappt alls, vilket kan vara ett problem för kockar som då riskerar att servera mat som smakar unket.
Vitpeppar odlas och framställs i: Kerala i Indien, Indonesien, Malaysia, Kina och Brasilien.